# جيمس فيشر (مهندس)
جيمس فيشر (بالإنجليزية: James Fischer) هو مهندس أمريكي، ولد في 27 ديسمبر 1927، وتوفي في 3 يوليو 2004 بسبب سرطان.